# Edward Bellamy
Edward Bellamy (Chicopee Falls, Massachusetts, 26 de Março de 1850 - ibid., 22 de Maio de 1898) foi um escritor norte-americano.
Ficou conhecido com o seu romance Looking Backward 2000  (1887-1888) em que faz a descrição utópica de um estado socialista. Persistiu na mesma linha na obra Duke of Stockbridge (1901).
Filho de Rufus King Bellamy (1816-1886), um Pastor Batista na pequena igreja em Chicoppe Falls, e de Maria Louisa (Putnam) Bellamy, calvinista, filha de Benjamin Putnam, que foi também Pastor Batista em Salem, Massachussets, mas teve de abandonar o ministério, por ter sofrido rejeição de sua igreja, após entrar para a maçonaria.
Edward Bellamy tinha dois irmãos mais velhos: Charles e Frederick. Estudou no Union College, mas não se formou. Durante o tempo de faculdade foi membro da Fraternidade Delta Kappa Epsilon. Estudou Direito, mas abandonou essa atividade para dedicar-se ao jornalismo em Nova York e Springfield, Massachussets, deixando mais tarde o jornalismo para dedicar-se então à literatura que o fez reconhecido por seus contos e novelas.
Casou-se em 31 de maio de 1882, com Emma Augusta Sanderson de Springfield, Massachussets, que fora adotada por sua família aos 13 anos de idade. Emma que estudou música na adolescência, era regente do coral da Igreja Batista em Chicoppee Falls, Massachussets onde Rufus King Bellamy era o pastor, professor de canto e piano. Tiveram 2 filhos, Paul (1884) e Marion (1886).
Edward era primo de Francis Bellamy, também proeminente Pastor Batista, que largou o ministério e tornou-se publicitário, e criou os famosos versos do  juramento à bandeira dos Estados Unidos. Os dois tinham um relacionamento muito próximo, e após a morte prematura de Edward Bellamy, Francis cuidou pessoalmente de sua família, proporcionando ao seu filho Paul Bellamy, os estudos de Jornalismo em Harvard, que o tornaram um dos maiores editores que os Estados Unidos já conheceram.
A obra de Edward Bellamy inclui: Dr. Heidenhoff's Process (1880), Miss Ludington's Sister (1884), Equality (1897) e The Duke of Stockbridge (1900). Seu sentimento sobre as injustiças no sistema  econômico de sua época e a preocupação com o futuro de sua família, e em que mundo seus filhos viveriam, deram-lhe inspiração para escrever Looking Backward: 2000 - 1887  e a sequência Equality (sem tradução para o português e inédito no Brasil).
De acordo com Erich Fromm, Looking Backward é "um dos mais notáveis livros publicados na América". Foi o maior best-seller de sua época depois da Cabana do Pai Tomás. No livro, publicado em português com o título Olhando para trás: 2000-1887, um homem da classe alta de 1887, acorda no ano 2000 após um transe hipnótico e encontra-se em uma utopia socialista. Este livro, traduzido para vinte línguas e lido por intelectuais em diversos países, influenciou e apareceu nas listas bibliográficas de muitos dos escritos marxistas na atualidade. Os Clubes Bellamy se espalharam por toda a América do Norte para discutir e propagar as idéias do livro. Esse movimento político veio a ser conhecido como Nacionalismo. Sua novela inspirou várias comunidades utópicas.
Pouco antes de sua morte aos 48 anos (1898), de tuberculose, Bellamy publicou a continuação da história futurista de Julian West, seu protagonista em Looking Backward, o livro Equality, que não teve o mesmo sucesso do anterior.
Nos anos 30, durante a Grande Depressão, a viúva Emma Sanderson Bellamy e a filha de Edward Bellamy, Marion Earnshaw Bellamy, lideraram junto com o filósofo e educador John Dewey e outros intelectuais um movimento para reavivar os Clubes Bellamynos nos Estados Unidos e em vários países da Europa como Alemanha e Dinamarca.
Na casa onde Bellamy nasceu, viveu e morreu em Chicopee Falls, Massachussets, funciona hoje o Bellamy Memorial Association.

## Edições
- Daqui a Cem Anos. Tradução Myriam Campello. Rio de Janeiro: Record, 1960.
- Olhando para trás: 2000-1887. Tradução Felipe Vale da Silva. São Paulo/Londrina: Aetia Editorial, 2021. ISBN 978-65-87491-07-3.
- Looking backward: 2000-1887. NY: Dover Publications, 1996. ISBN 978-0-486290-38-6.